# Mauzoleum i muzeum na Radogoszczu w Łodzi
Mauzoleum i muzeum na Radogoszczu w Łodzi – zespół memoriałowy składający się z mauzoleum i muzeum w miejscu dawnego „Rozszerzonego Więzienia Policyjnego” (niem. Erweitertes Polizeigefangnis, Radegast), utworzonego 1 lipca 1940 w fabryce włókienniczej Samuela Abbego, spalonego w nocy z 17 na 18 stycznia 1945 r. wraz z ok. 1500 więźniami, największej niemieckiej zbrodni ludobójstwa dokonanej na obszarze Polski pomiędzy Bugiem a Odrą w okresie działań frontowych w 1945 roku. Obecnie oddział Martyrologii i Walki „Radogoszcz” samorządowego Muzeum Tradycji Niepodległościowych w Łodzi, u zbiegu ulic Zgierskiej i gen. J. Sowińskiego (pl. Pamięci Narodowej) w Łodzi.

## Historia powstania mauzoleum
W nocy z 17 na 18 stycznia 1945 r. załoga męskiego „Rozszerzonego Więzienia Policyjnego”, na kilkadziesiąt godzin przed zajęciem miasta przez wojska radzieckie (19 stycznia), podpaliła główny budynek więzienny wraz z więźniami. Była to największa zbrodnia ludobójstwa dokonana na obszarze Polski pomiędzy Bugiem a Odrą w okresie działań frontowych w 1945 roku:
Nieomal natychmiast po zakończeniu okupacji niemieckiej w Łodzi (19 stycznia 1945 r.) spontanicznie zostało postanowione w kręgu ówczesnych tymczasowych władz Łodzi oraz mieszkańców miasta, że teren i ruiny spalonego więzienia radogoskiego stają się Miejscem Pamięci Narodowej. W II połowie 1945 r. Radogoszcz znalazł się pod opieką Wydziału Martyrologii Polskiej przy Ministerstwie Kultury i Sztuki, a poprzez niego Wydziału Kultury i Sztuki Urzędu Wojewódzkiego w Łodzi.
Proces przekształcania terenu byłego więzienia w mauzoleum był długi z powodu braku funduszy. Już około 1948 r. został zorganizowany przez władze miasta konkurs architektoniczny na projekt mauzoleum radogoskiego, a Związek Byłych Więźniów Politycznych, Koło – Łódź oraz „Społeczny Komitet Opieki Nad Grobami Bojowników o Niepodległość i Demokrację i Nad Radogoszczem” zorganizowały społeczną zbiórkę pieniędzy. We wrześniu 1948 r. teren byłego więzienia został nieco uporządkowany, jako wstęp do powstania mauzoleum. Powstały w listopadzie 1949 r. oddział łódzki Związku Bojowników o Wolność i Demokrację (ZBoWiD), skupił b. więźniów tego więzienia oraz objął w swojej uchwale założycielskiej patronat na terenem byłego więzienia. Przejawem realizacji tej uchwały były w latach późniejszych dyżury na terenie byłego więzienia członków tej organizacji, którzy przekazywali zwiedzającym informacje o tym miejscu.
Przemiany społeczno-polityczne po wydarzeniach w czerwcu 1956 r., stworzyły podstawę finansową dla przekształcenia terenu b. więzienia w mauzoleum, między innymi z powodu reorganizacji funkcjonowania Społecznego Funduszu Odbudowy Stolicy. Od tego czasu część gromadzonych w nim środków pieniężnych mogła być przeznaczona na realizację m.in. takich projektów poza stolicą. Istotną rolę w podejmowaniu decyzji o budowie mauzoleum odegrała ówczesna I sekretarz Komitetu Łódzkiego Polskiej Zjednoczonej Partii Robotniczej – Michalina Tatarkówna-Majkowska. Z tych samych środków powstało Muzeum Historii Ruchu Rewolucyjnego, w którego statucie założycielskim teren b. więzienia radogoskiego i planowanego mauzoleum stał się jego oddziałem.
Realizację przekształcania terenu byłego więzienia w mauzoleum rozpoczęto w 1959 r., według planów przygotowanych przez łódzkich plastyków i architektów. Zespół realizatorski: ogólny projekt mauzoleum: inż.-arch. Tadeusz Herburt, pomnik „iglica radogoska”: Tadeusz Łodziana, płaskorzeźby i metaloplastyka: Antoni Biłas (m.in. rzeźba z tekstem „Nigdy więcej faszyzmu” w zachodnim murze mauzoleum), Wacław Wołosewicz, Roman Modzelewski (następna rzeźba w zachodnim murze mauzoleum).
Mauzoleum, ale jeszcze bez części muzealnej, odsłonięto podczas wielkiej manifestacji mieszkańców Łodzi 9 września 1961 r. Mauzoleum tworzyły w tym czasie 30-metrowa iglica usytuowana poza terenem więzienia oraz tzw. „sarkofag” w środku zabezpieczonych ruin spalonego głównego budynku więzienia – z czołową inskrypcją o treści Tu spoczywamy zamordowani w przeddzień wolności. Imiona i ciała zabrał nam ogień, żyjemy tylko w waszej pamięci. Niech śmierć tak nieludzka nie powtórzy się więcej oraz bocznej, po prawej stronie, W każdej grudce tej ziemi historia, historia, której zapomnieć nam nie wolno – oraz fragment d. dziedzińca więziennego. Istotnym jego elementem była i jest metaloplastyka w ciągu dawnego muru więziennego od strony ul. gen. J. Sowińskiego oraz elementy rzeźbiarskie w ciągu muru od strony ul. Zgierskiej.
Obok Mauzoleum przebiega Szlak pamięci ofiar hitlerowskiego ludobójstwa.

## Historia powstania muzeum
24 czerwca 1954 r., wobec przedłużającej się realizacji idei mauzoleum radogoskiego, we fragmencie parterowej hali, położonej obok spalonego budynku głównego, otwarto niewielką planszową wystawę prezentujących dzieje więzienia i jego spalenie.

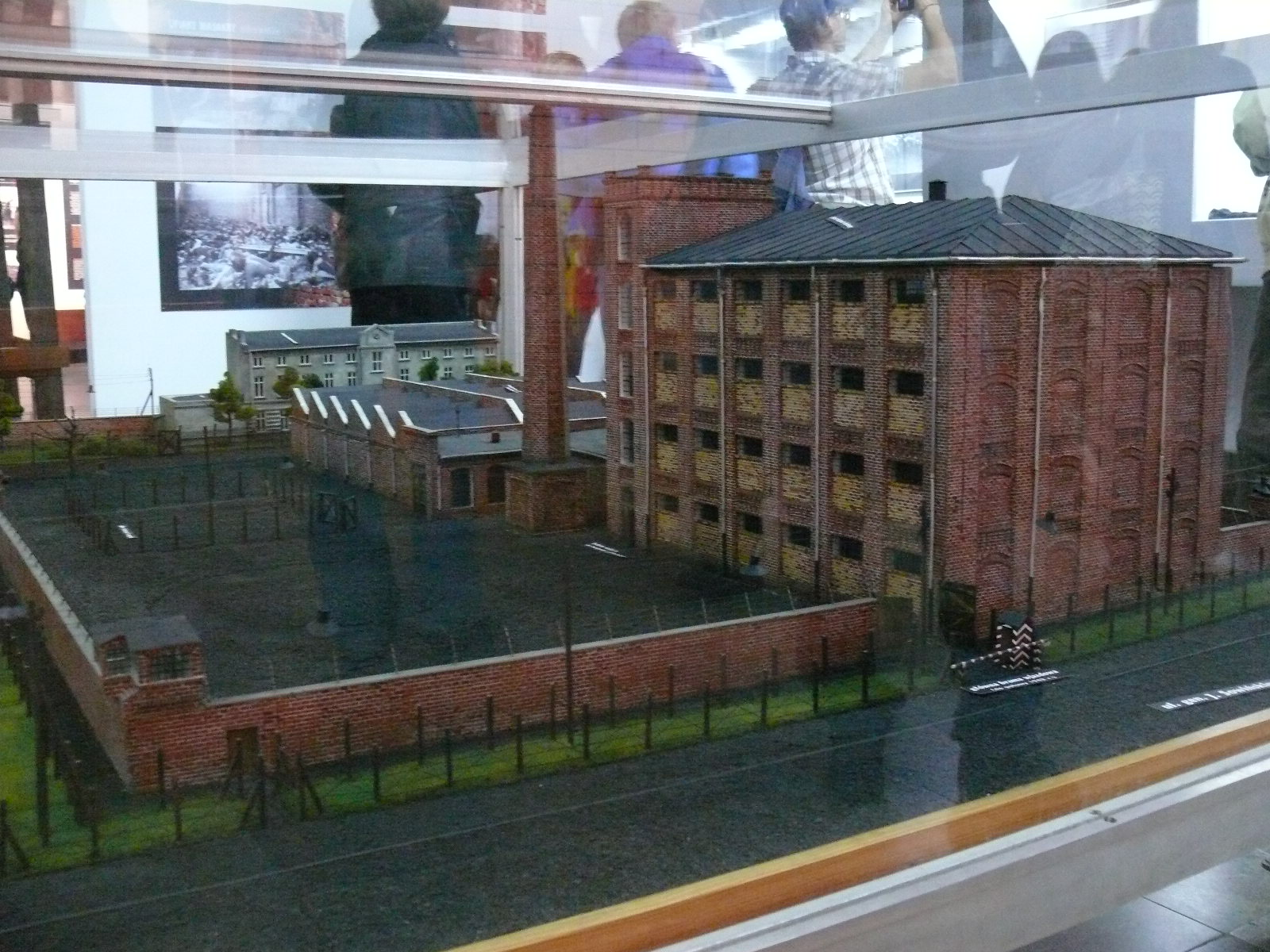
Makieta więzienia radogoskiego na ekspozycji oddziału Martyrologii i Walki „Radogoszcz” Muzeum Tradycji Niepodległościowych w Łodzi.

Muzeum, w parterowej hali b. fabryki i więzienia, położonej obok spalonego budynku głównego d. fabryki i więzienia, otwarto 19 stycznia 1976 r. Głównym autorem scenariusza tej ekspozycji był, od 1 września 1974 do 28 stycznia 1979 roku, pierwszy kierownik oddziału „Radogoszcz” – Tadeusz Czapliński.
W dawnym budynku mieszkalnym przedwojennych właścicieli fabryki oraz później przeznaczonym dla załogi więzienia, funkcjonuje Dział Okupacji 1939–1945 MTN-Łódź, który m.in. prowadzi „Kartotekę b. więźniów Radogoszcza”, dysponuje również skomputeryzowanym spisem osób pochowanych na jedynych dostępnych dla łodzian od połowy 1942 r. dwóch cmentarzach na „Kurczakach” i przy ul. Rzgowskiej na Chojnach. Na stronie muzeum MTN-Łódź dostępna jest "Bibliografia radogoska".
Pierwotnie w powszechnym obiegu prasowym i publikacyjnym funkcjonowała nieprawidłowa nazwa tego obiektu jako „Muzeum Martyrologii i Walki”. Obecnie jest to już, zgodnie ze stanem faktycznym od lat, Oddział Martyrologii i Walki „Radogoszcz” Muzeum Tradycji Niepodległościowych w Łodzi. Na ekspozycję muzealną składają się dwie wystawy stałe: „Radogoszcz, 1939–1945” oraz „Łódź i Ziemia Łódzka w latach wojny i okupacji 1939–1945”.